# Heilige Kerstkerk
De Heilige Kerstkerk of Sint-Salvatorkerk is een kerk in de Belgische stad Gent. De kerk bevindt zich in het noorden van het middeleeuws stadscentrum. De kerk werd in 1943 beschermd als monument. In het Gentse dialect spreekt men van Seleskest, en die naam wordt ook gebruikt voor de parochie of de buurt rond de kerk.

## Geschiedenis
Aanvankelijk stond er in Gent een Heilige Kerstkerk bij de Sint-Baafsabdij, ingezegend in 1072. Terwijl de abdijkerk voorbehouden was voor de monniken, bediende de Heilige Kerstkerk de gelovigen van een grote parochie. Die omvatte zowel de huidige Sleepstraat, Heirnis, Oostakker, Mendonk, Lochristi, Zeveneken en delen van het huidige Sint-Amandsberg en Zaffelare.
Het kerkgebouw werd afgebroken in 1540 voor de bouw van het Spanjaardenkasteel. De afbraak was opgenomen in de Concessio Carolina. Men verhuisde eerst naar de kapel van het Sint-Jacobshospitaal en in 1541 naar een kapel op de plaats waar nu de kerk staat. Met de steun van keizer Karel werd de kapel afgebroken om plaats te maken, rond 1550, voor een laatgotische kerk. De godsdiensttroebelen van de 16e eeuw (opkomst van het protestantisme en de Gentse republiek) verhinderden de voltooiing van het gebouw.
In 1722 werd de sacristie gebouwd. Tot 1810 zouden nog de basis en een zuil van de oude kapel zijn bewaard aan de westkant van de kerk. In de periode 1810-1812 werd een nieuwe voorgevel aan de kerk in neoclassicistische stijl opgetrokken, naar een ontwerp van Pierre De Broe.

## Interieur
Ook het interieur werd meermaals aangepast. In het begin van de 19de eeuw kreeg ook dit een neoclassicistische stijl, maar in 1855 herstelde men enigszins de oorspronkelijke staat.

## De kerk en de schippers
Omwille van de ligging van de kerk, dicht bij de Gentse voorhaven, is deze kerk het gebedshuis van de Vlaamse binnenschippers geworden. Hier trouwen ze, laten ze hun kinderen dopen en worden ze begraven. De schippersgemeenschap vond een trefpunt in het vroegere café ''Onder de Toren'', op de hoek van het plein en de Sleepstraat. Rechts van de kerk staat de pastorie uit 1773, oorspronkelijk het retraitehuis van bisschop Govaart Geeraard van Eersel, wiens wapenschild is aangebracht boven de ingangsdeur. 

### Rihera
Sinds 1994 staat de boeg van de spits Rihera op het kerkplein van de Heilige Kerstkerk, als symbool van de band tussen de kerk en de schippers. Het is een vrachtschip uit 1952 dat gevaren heeft tot 1977. De naam is een samentrekking van ''Richard-Hélène-Raoul, de voornamen van de schippersfamilie Wijnakker die eigenaar was.

## Bezienswaardigheden
- muurschilderingen in het koor van Théodore-Joseph Canneel uit 1857[4] (Vlaamse Meesters in Situ);
- Nood Gods uit de 14e eeuw van Jean de Bloc, een wonderbaarlijke piëta;
- Het Laatste Avondmaal van Frans Francken (I);
- schilderijen van Nicolas de Liemaeckere, Hendrik van Baelen en Jan Erasmus Quellinus;
- de kerkschat met onder meer een zilveren reliekschrijn van de heiligen Rochus, Antonius en Adrianus.

;

## Galerij

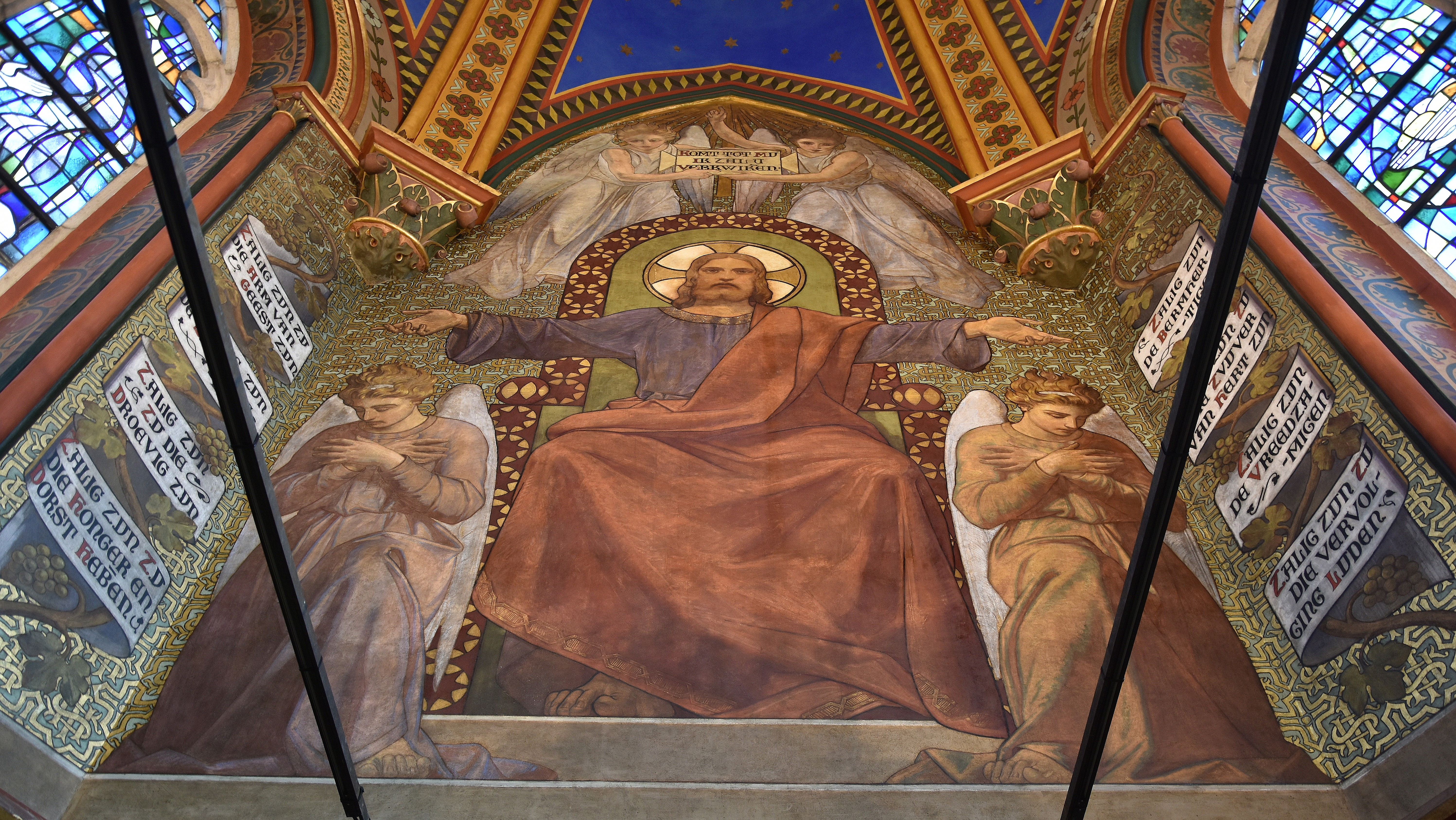
Detail van de muurschilderingen achter het altaar
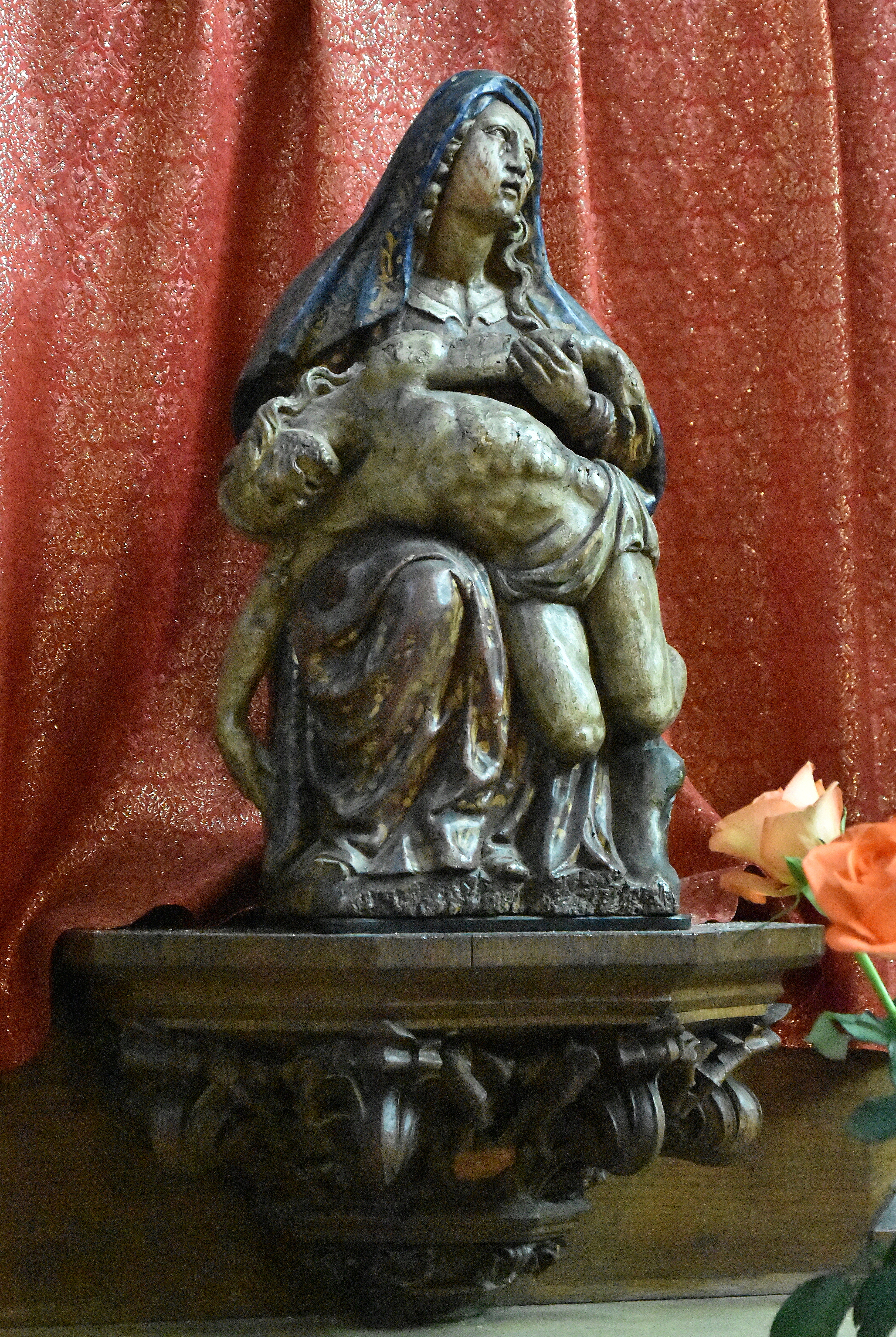
Nood Gods van Jean de Bloc
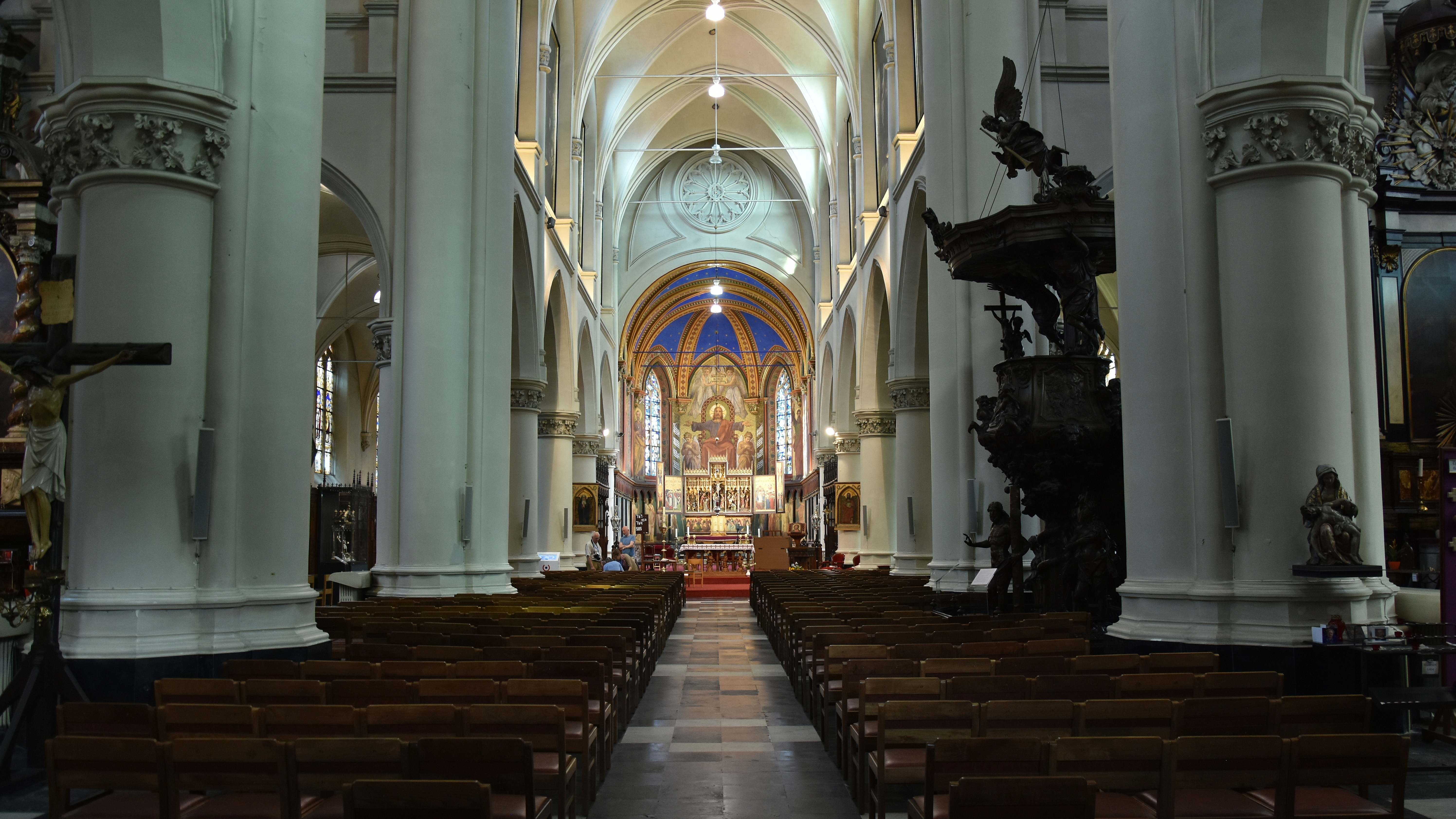
Het schip
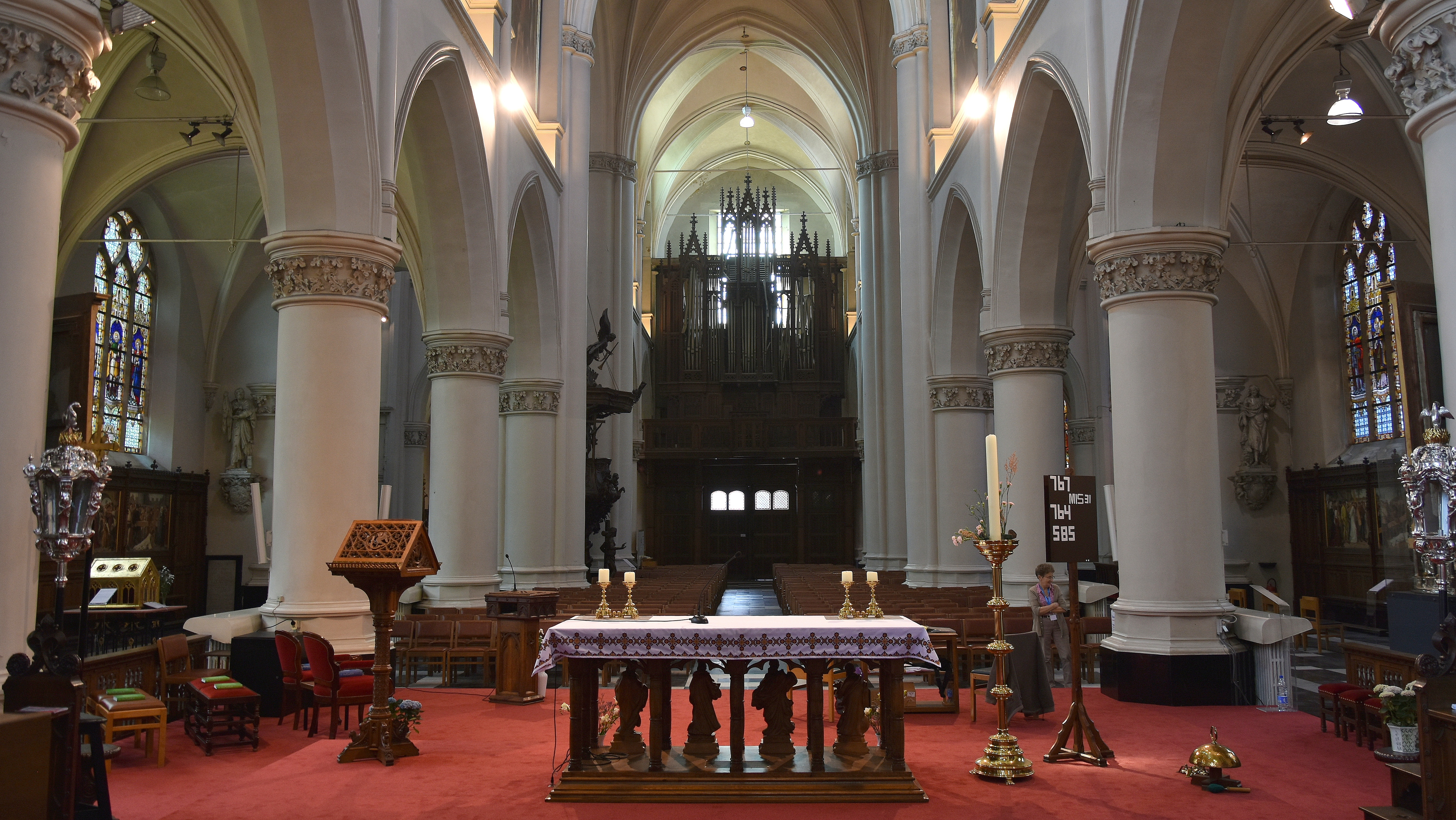
Het kerkorgel
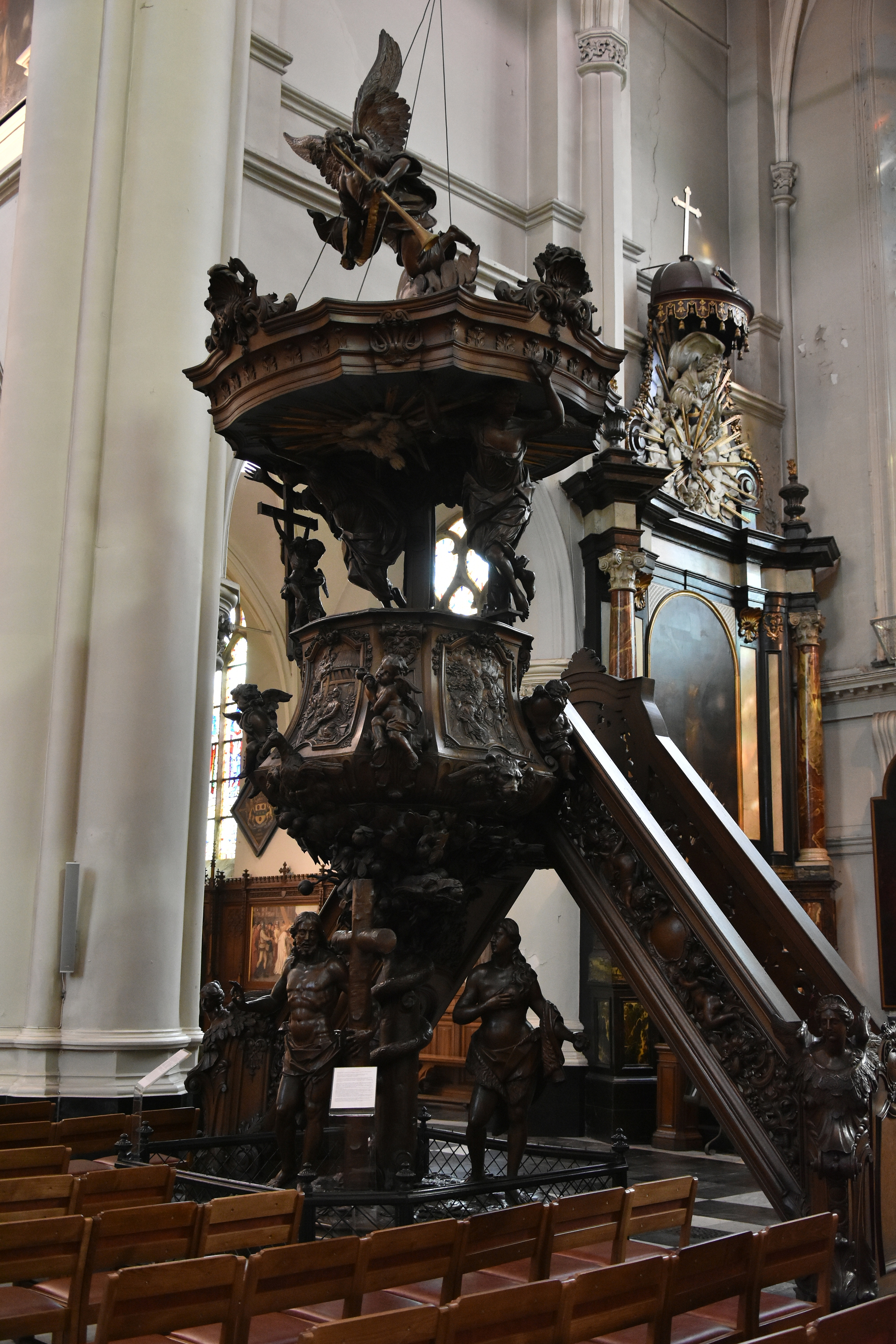
De preekstoel - rococo - van een onbekende maker
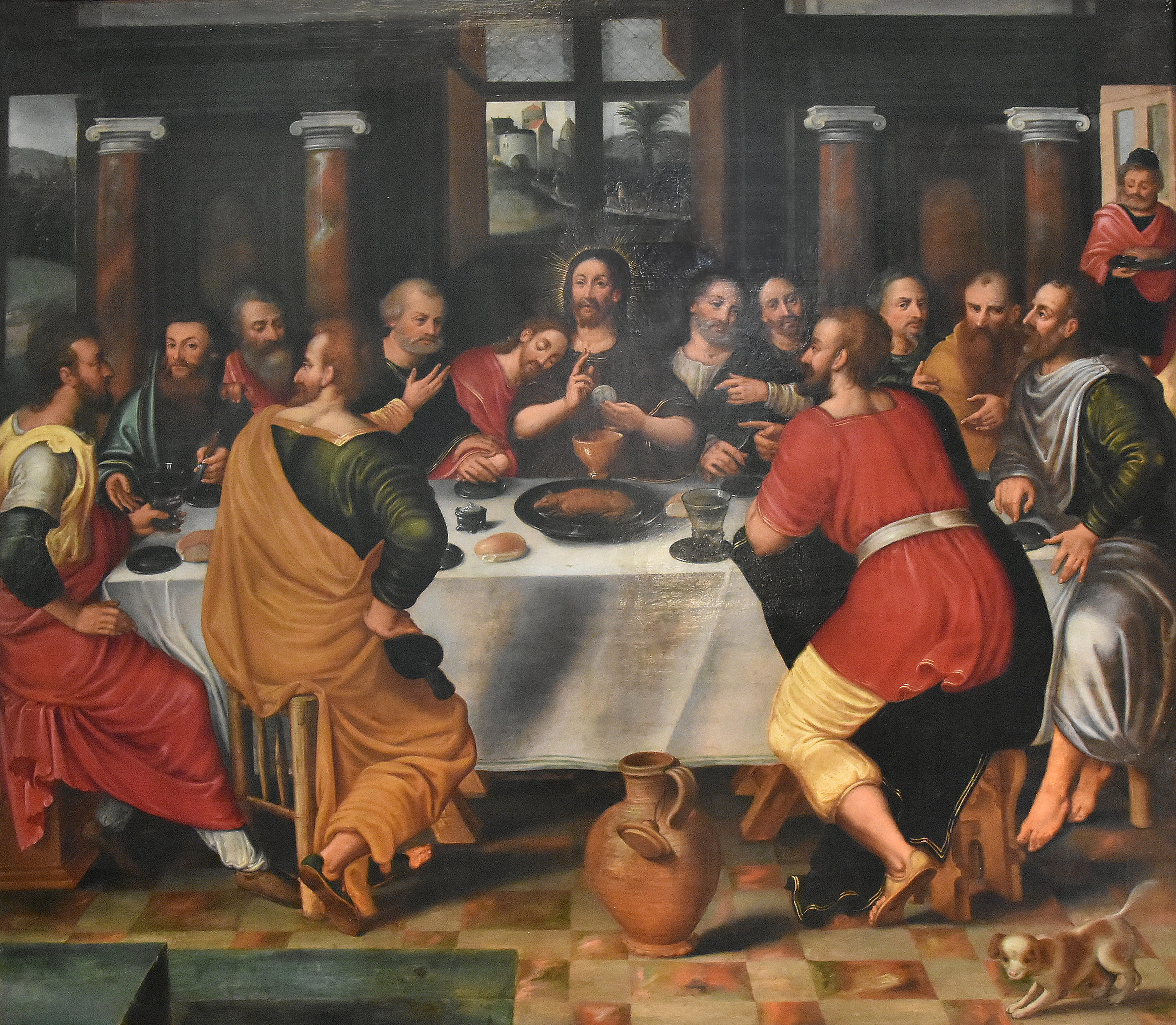
Het Laatste Avondmaal van Frans Francken (I)